# Rangers du Sarawak
Les Rangers du Sarawak est une force armée militaire fondée en 1862 sous le règne de James Brooke, Rajah du Sarawak. Ce corps armé est l'évolution de la garnison levée pour défendre Kuching en 1846. Les Rangers du Sarawak sont mobilisés pendant la Seconde Guerre mondiale au cours de laquelle ils tentent de protéger le royaume de l'invasion japonaise. Après l'abdication de Charles Vyner Brooke en 1946, l'unité passe sous contrôle britannique dans le cadre de la création de la Colonie de Sarawak. En 1963, à l'indépendance de la Malaisie, le corps est intégré au sein du Royal Ranger Regiment (en) et en constitue, depuis, son 1er bataillon.